# علی واجدسمیعی
علی واجدسمیعی (زاده ۱۳۳۰ - تهران) تهیه‌کننده فیلم اهل ایران است.

## تهیه‌کننده
- صداها (۱۳۸۷)
- آدم (۱۳۸۵)
- ماجراهای اینترنتی (چای نت) (۱۳۸۳)
- دختری در قفس (۱۳۸۱)
- بهشت از آن تو (۱۳۷۹)
- مصائب شیرین (۱۳۷۷)
- نیاز (۱۳۷۰)

## بازیگر
- بهشت از آن تو (۱۳۷۹)

## آهنگساز
- آدم (۱۳۸۵)

## جوایز
- برنده جایزه شهر نانت برای فیلم نیاز در چهاردهمین دوره جشنواره فیلم سه قاره نانت (۱۳۷۱)
- برنده جایزه ویژه هیئت داوران برای فیلم نیاز در چهاردهمین دوره جشنواره فیلم سه قاره نانت (۱۳۷۱)
- جایزه ویژه هیئت داوران برای فیلم مصائب شیرین در هفدهمین دوره جشنواره فیلم فجر (۱۳۷۷)
- برنده تندیس زرین بهترین فیلم (مصائب شیرین) در سومین دوره جشن خانه سینما (۱۳۷۸)
- نامزد بهترین فیلم (بهشت از آن تو) در نوزدهمین دوره جشنواره فیلم فجر (۱۳۷۹)
- تقدیرنامه هیئت داوران برای فیلم مصائب شیرین در چهارمین دوره جشنواره بین‌المللی فیلم زنگبار (۱۳۸۰)
- تقدیر برای فیلم نیاز در چهل و یکمین دوره جشنواره فیلم رشد (۱۳۹۰)